# قرار مجلس الأمن التابع للأمم المتحدة رقم 2081
قرار مجلس الأمن التابع للأمم المتحدة رقم 2081، المتخذ في 17 ديسمبر 2012 مع امتناع عضو واحد عن التصويت.

## روابط خارجية
- نص القرار في undocs.org